# Airaphilus arcadius
Airaphilus arcadius es una especie de coleóptero de la familia Silvanidae.

## Distribución geográfica
Habita en Grecia y Sicilia en (Italia).